# Colt 36
Colt36 es un videojuego arcade realizado por la compañía española de videojuegos Topo Soft en 1987 exclusivamente para el ordenador MSX.
El juego, con ambiente western, se basa, a lo largo de 4 fases (el almacén, el cañón, la mina y el salón) con dificultad progresiva, de ir apuntando tu colt36 con el punto de mira e ir eliminando los enemigos que van apareciendo antes de que te disparen. También existen distintos objetos que te darán puntos si les alcanzas, pero el número de balas es limitado. Como pista de por donde salen los enemigos, en la parte inferior de la pantalla se ve un vaquero muy simpático que aparece mirando hacia donde va a aparecer el siguiente agresor.
Una buena parte de este programa (no todo) está realizado en lenguaje BASIC y cuenta con unos efectos y coloridos muy cuidados.
En la pantalla del menú aparece el vaquero al lado de una mosca. La mosca puede ser movida con los mandos y hacer que cambie la posición de los ojos del vaquero.
El juego fue desarrollado por Luigilópez, quien trabajó como grafista también en el juego AleHop.

## Autores
- Programa: Luis López Navarro (Luigilópez)
- Gráficos: Luis López Navarro (Luigilópez)
- Música: César Astudillo (Gominolas)

## Enlaces relacionados
- Colt 36 en Computer Emuzone

- Datos: Q5778033